# People Are Strange
"People Are Strange" pjesma je američkog sastava The Doors. U rujnu 1967. objavila ga je diskografska kuća Elektra Records. Prvi put se pojavljuje na njihovom albumu Strange Days. Zauzela je 12. mjesto Billboardove ljestvice Hot 100 i pojavila se među prvih deset na ljestvici časopisa Cash Box. Tekst pjesme napisali su Jim Morrison i Robby Krieger, iako su zasluge za pisanje podjednako pripisane svim članovima sastava.

## Razvoj
Pjesma je nastala početkom 1967. nakon što su se gitarist Robby Krieger i pjevač Jim Morrison prošetali do vrha klanca Laurel u Los Angelesu. Bubnjar sastava, John Densmore, prisjetio se procesa pisanja pjesme u svojoj knjizi Riders on the Storm. Njega i gitaristu Robbyja Kriegera, koji su tad bili cimeri, posjetio je Jim Morrison, koji se ponašao "jako depresivno". Krieger je predložio da prošetaju duž klanca Laurel. Morrison je po povratku iz šetnje bio "euforičan" i imao je ranu inačicu stihova pjesme "People Are Strange". Kriegera su zaintrigirali stihovi i bio je uvjeren da će pjesma biti hit čim je čuo Morrisonovu vokalnu izvedbu.
[Morrison je rekao:] "Da, imam dobar predosjećaj u vezi ove [pjesme]. Iznenada mi je sinula ... iz vedra neba – dok sam gore sjedio na grebenu i promatrao grad." Oči su mu divljale od uzbuđenja. "Naškrabao sam je što sam prije mogao. Bilo je sjajno ponovno pisati [pjesme]." Pogledao je zgužvani papir i otpjevao pripjev svojim nezaboravnim za blues stvorenim glasom.
– John Densmore

## Opis
Prema recenziji mrežne stranice Allmusic, pjesma "oslikava fascinaciju sastava kazališnom glazbom europskog kabarea". Pjesma govori o otuđenosti i o tome kako je biti autsajder. Moguće je da ju je Morrison uputio hipijima, autsajderima općenito ili ovisnicima raznih droga poput LSD-a, a možda i svim navedenim. Bubnjar John Densmore smatra da je pjesma iskaz Morrisonove "ranjivosti".

## Ljestvice
| Ljestvica (1967.) | Najbolje mjesto |
| ----------------- | --------------- |
| Billboard Hot 100 | 12.             |
| Cash Box          | 10.             |

## Osoblje
Glazbenici
- Jim Morrison – vokali
- Ray Manzarek – Vox Continental, prateći vokali, glasovir
- Robby Krieger – gitara, prateći vokali
- John Densmore – bubnjevi, prateći vokali
- Douglass Lubahn – bas-gitara

Produkcijska ekipa
- Paul A. Rothchild – produkcija, prateći vokali
- Bruce Botnick – inženjer zvuka, prateći vokali

## Vanjske poveznice
(engl.) People Are Strange na stranici whosampled.com